# Гупало Роман-Енріке Миколайович
Рома́н-Енрі́ке Микола́йович Гу́пало (* 2 вересня 1939, Аргентина) — український архітектор, 1993 — лауреат Державної премії України в галузі архітектури.

## Короткі відомості
1963 року закінчив Київський інженерно-будівельний інститут. Працював керівником сектору інтер'єру Українського зонального науково-дослідного і проектного інституту по цивільному будівництву — КиївЗНДіЕП.
Є автором проектів — всі у співавторстві:
- 1966 — Будинок уряду в Кишиневі,
- 1972 — готель «Чорне море», Одеса,
- 1973 — в Києві готель «Київ»,
- 1978 — готель «Мир», Харків,
- 1980 — Харківського оперного театру,
- 1993 — реконструкції театру юного глядача у Києві, Державна премія України в галузі архітектури 1993 року: «за реконструкцію Театру юного глядача в місті Києві — Гупалу Роману-Енріке Миколайовичу — головному архітекторові проектів, керівникові сектора інтер'єру Українського зонального науково-дослідного і проектного інституту по цивільному будівництву (КиївЗНДіЕП)».

Повернувся до Аргентини.